# Alto Araguaia
Pour les articles homonymes, voir Alto (toponyme).
Alto Araguaia est une municipalité de l'État du Mato Grosso au Brésil.
Sa population était estimée à 14 611 habitants en 2009, elle s'étend sur 5 538,022 km2.

## Maires
| Période | Période | Identité              | Étiquette | Qualité |
| ------- | ------- | --------------------- | --------- | ------- |
| 2009    | 2012    | Alcides Batista Filho | PT        |         |